# Jennifer O’Neill (koszykarka)
Jennifer O'Neill Robles (ur. 19 kwietnia 1990 w Nowym Jorku) – portorykańska koszykarka występująca na pozycji rozgrywającej, posiadająca także amerykańskie obywatelstwo, obecnie zawodniczka Pszczółki Polski-Cukier AZS-UMCS Lublin.
22 lipca 2015, po rozegraniu 13 spotkań, została zwolniona przez zespół Minnesoty Lynx, który zdobył później w tamtym sezonie mistrzostwo WNBA.
W lutym 2016 zawarła umowę z Connecticut Sun, klub zwolnił ją przed rozpoczęciem sezonu. W lutym 2017 podpisała kontrakt na obóz treningowy z Seattle Storm.
22 czerwca 2017 została zawodniczką Artego Bydgoszcz. 19 czerwca 2019 podpisała drugą w karierze umowę z Artego Bydgoszcz.
12 września 2020 dołączyła do Pszczółki Polski-Cukier AZS-UMCS Lublin.

## Osiągnięcia
Stan na 13 września 2020, na podstawie, o ile nie zaznaczono inaczej.
NCAA
- Uczestniczka rozgrywek:
  - Elite Eight turnieju NCAA (2013)
  - Sweet Sixteen turnieju NCAA (2013, 2014)
  - turnieju NCAA (2011, 2013–2015)
- Mistrzyni turnieju konferencji Southeastern (SEC – 2011)
- Najlepsza rezerwowa SEC (2014, 2015)
- Zaliczona do:
  - I składu:
    - turnieju:
      - Bridgeport Regional (2013)
      - Paradise Jam (2014)

    - SEC First-Year Academic Honor Roll (2011)
    - SEC Winter Sports Academic Honor Roll (2015)

  - II składu SEC (2014, 2015)
  - składu All-SEC Honorable Mention (2014, 2015 przez Associated Press)

Drużynowe
- Mistrzyni:
  - Portoryko (2016)[5]
  - Bułgarii (2017)[6]
- Wicemistrzyni Polski (2018[7], 2020)
- Zdobywczyni pucharu Polski (2018)[8]

Indywidualne
- Najlepsza zawodniczka, występująca na pozycji obronnej ligi bułgarskiej (2017 według eurobasket.com)[6]
- Debiutantka roku ligi portorykańskiej (2016 według latinbasket.com)[5]
- Uczestniczka meczu gwiazd portorykańskiej ligi BSNF (2016)[5]
- Zaliczona do I składu ligi bułgarskiej (2017 przez eurobasket.com)[6]

Reprezentacja
- Uczestniczka mistrzostw Ameryki (2019 – 4. miejsce)[9]
- Brąz Igrzysk Panamerykańskich (2019)[10]